# Joel Álvarez
Joel Álvarez (Gijón, 2 de março de 1993) é um lutador espanhol de artes marciais mistas, atualmente competindo no peso leve do Ultimate Fighting Championship.

## Carreira no MMA

### Ultimate Fighting Championship
Em sua estreia, Álvarez enfrentou Damir Ismagulov em 23 de fevereiro de 2019 no UFC Fight Night: Blachowicz vs. Santos. Ele perdeu a luta por decisão unânime.
Álvarez enfrentou Danilo Belluardo em 1 de junho de 2019 no UFC Fight Night: Gustafsson vs. Smith. Ele venceu por nocaute técnico no segundo round.
Álvarez enfrentou Joseph Duffy em 18 de julho de 2020 no UFC Fight Night: Figueiredo vs. Benavidez 2. Ele venceu por finalização no primeiro round.

## Cartel no MMA
| Cartel no MMA   |             |            |
| 21 lutas        | 19 vitórias | 2 derrotas |
| Por nocaute     | 3           | 1          |
| Por finalização | 16          | 0          |
| Por decisão     | 0           | 1          |

| Res.    | Cartel | Oponente             | Método                                 | Evento                                      | Data       | Round | Tempo | Local             | Notas                               |
| ------- | ------ | -------------------- | -------------------------------------- | ------------------------------------------- | ---------- | ----- | ----- | ----------------- | ----------------------------------- |
| Vitória | 19-2   | Thiago Moisés        | Nocaute Técnico (cotoveladas e socos)  | UFC Fight Night: Holloway vs. Rodriguez     | 13/11/2021 | 1     | 3:01  | Las Vegas, Nevada |                                     |
| Vitória | 18-2   | Alexander Yakovlev   | Finalização (chave de braço)           | UFC 254: Khabib vs. Gaethje                 | 24/10/2020 | 1     | 3:00  | Abu Dhabi         |                                     |
| Vitória | 17-2   | Joseph Duffy         | Finalização (guilhotina)               | UFC Fight Night: Figueiredo vs. Benavidez 2 | 18/07/2020 | 1     | 2:25  | Abu Dhabi         |                                     |
| Vitória | 16-2   | Danilo Belluardo     | Nocaute Técnico (cotoveladas e socos)  | UFC Fight Night: Gustafsson vs. Smith       | 01/06/2019 | 2     | 2:22  | Estocolmo         |                                     |
| Derrota | 15-2   | Damir Ismagulov      | Decisão (unânime)                      | UFC Fight Night: Blachowicz vs. Santos      | 23/02/2019 | 3     | 5:00  | Praga             | Estreia no UFC.                     |
| Vitória | 15-1   | Radu Maxim           | Finalização (triângulo)                | AFL 17: Coal and Blood                      | 24/11/2018 | 1     | 4:29  | Langreo           | Ganhou o Cinturão Peso Leve do AFL. |
| Vitória | 14-1   | Julio Cesar Alves    | Finalização (estrangulamento brabo)    | AFL 16: Feudal War                          | 29/09/2018 | 2     | 1:02  | Valladolid        |                                     |
| Vitória | 13-1   | Alexandre Ribeiro    | Finalização (triângulo)                | AFL 15: Typhoon                             | 05/05/2018 | 1     | 4:17  | San Sebastián     |                                     |
| Vitória | 12-1   | Kevin Daniel Delgado | Finalização (guilhotina)               | AFL 14: Outbreak                            | 17/03/2018 | 1     | 0:26  | Las Palmas        |                                     |
| Vitória | 11-1   | Francisco Gonzalez   | Finalização (guilhotina)               | AFL 13                                      | 14/10/2017 | 1     | 1:59  | Gijón             |                                     |
| Vitória | 10-1   | Jekson Poleza        | Finalização (triângulo)                | AFL 12: Warcelona                           | 03/06/2017 | 1     | 1:57  | Barcelona         |                                     |
| Vitória | 9-1    | Anthony Muller       | Nocaute Técnico (socos)                | Fight Night Series 2                        | 18/03/2017 | 1     | 0:33  | Montreux          |                                     |
| Vitória | 8-1    | Moncef Ed Doukani    | Finalização (estrangulamento anaconda) | MMA Casino Fights: Alvarez vs. Ed Doukani   | 08/10/2016 | 1     | 1:45  | Gijón             |                                     |
| Vitória | 7-1    | José Luis Bravo      | Finalização (triângulo)                | MMA Casino Fights: Alvarez vs. Bravo        | 08/07/2016 | 1     | 0:49  | Gijón             |                                     |
| Vitória | 6-1    | Carlos Villar        | Finalização (chave de braço)           | MMA España: Bandog Challenge 3              | 12/06/2015 | 1     | 4:20  | Gijón             |                                     |
| Derrota | 5-1    | Ali Abdulkhalikov    | Nocaute (chute rodado)                 | M-1 Challenge 56                            | 10/04/2915 | 1     | 0:34  | Moscou            |                                     |
| Vitória | 5-0    | Graham Turner        | Finalização (guilhotina)               | Rage in the Cage 3                          | 21/03/2015 | 3     | 0:00  | Paisley           |                                     |
| Vitória | 4-0    | José Luis Bravo      | Finalização (triângulo)                | MMA España: Desafio Burgos Profight 2015    | 07/03/2015 | 1     | 3:20  | Burgos            |                                     |
| Vitória | 3-0    | Helson Henriques     | Finalização (estrangulamento anaconda) | International Pro Combat 6                  | 26/01/2015 | 1     | 1:23  | Lisboa            |                                     |
| Vitória | 2-0    | Hicham Rachid        | Finalização (triângulo)                | MMA España: Bandog Challenge 2              | 12/04/2014 | 1     | 2:01  | Gijón             |                                     |
| Vitória | 1-0    | Aratz Garmendia      | Finalização (triângulo)                | Txurdinaga Sutan: Pro Boxing & MMA          | 28/12/2013 | 1     | 3:19  | Bilbao            | Estreia nos Leves.                  |